# Фінале-Емілія
Фінале-Емілія (італ. Finale Emilia) — муніципалітет в Італії, у регіоні Емілія-Романья,  провінція Модена.
Фінале-Емілія розташоване на відстані близько 350 км на північ від Рима, 38 км на північ від Болоньї, 36 км на північний схід від Модени.
Населення — 15 728 осіб (2014).
Щорічний фестиваль відбувається 8 вересня. Покровитель — святий Зенон.

## Демографія
Населення за роками:

Станом на 1 січня 2023 року в муніципалітеті офіційно проживало 2180 іноземців з 55 країн, серед них 406 громадян країн Євросоюзу та 119 громадян України.

## Сусідні муніципалітети
- Бондено
- Кампозанто
- Ченто
- Кревалькоре
- Мірандола
- Сан-Феліче-суль-Панаро